# Hidrasund
Hidrasund är en ort i Flekkefjords kommun i Agder fylke i södra Norge. Orten ligger vid änden av fylkesväg 469, där denna möter fylkesväg 4132, fylkesväg 4134 och fylkesväg 4136, på den norra delen av ön Hidra.
Tidigare har orten tillhört dåvarande Hidra kommun.